# Isla Barnston (Columbia Británica)
La Isla Barnston (en inglés: Barnston Island) es una isla dentro de la delimitación del Distrito Regional del Gran Vancouver, en Columbia Británica, Canadá. Pertenece a la demarcación territorial del Distrito Electoral Greater Vancouver A, a excepción de la reserva indígena de Barnston Island 3.
Se localiza en el río Fraser, entre Surrey y Pitt Meadows. La Isla Barnston, no tiene acceso directo al resto del Área Metropolitana de Vancouver, se puede acceder por medio de un ferry que procede de Surrey.

## Demografía
La Isla de Barnston, registró una población de 155 habitantes, según el censo de 2001. 